# Maylandia zebra
Espèce
Statut de conservation UICN

 LC  : Préoccupation mineure
Répartition géographique
Maylandia zebra est une espèce de poissons d'eau douce de la famille des Cichlidae endémique du lac Malawi en Afrique. Ce cichlidé fait partie des espèces dites « Mbuna » (ou « M'buna ») ou « poisson brouteurs d'algues du lac Malawi ». L'espèce Maylandia estherae a longtemps été considérée et dénommée M. zebra.

## Variétés géographiques
Une grande variété de formes et couleurs est connue, suivant leur provenance géographique. Une partie de la liste qui suit est peut-être de nouvelles espèces non encore décrites. (voir aussi carte des localités de pêche) liste non exhaustive :
- Maylandia sp. "red top" "Gallireya Reef"[2],[3]
- Maylandia sp. "zebra bevous" "Chizumulu Island"[2]
- Maylandia sp. "zebra blue" "Maleri Island"[2]
- Maylandia sp. "zebra chilumba"[2]
  - Maylandia sp. "zebra chilumba" "Chewere"[3]
  - Maylandia sp. "zebra chilumba" "Chilumba"[3]
  - Maylandia sp. "zebra chilumba" "Luwino Reef"[3] - (video[4] de spécimens maintenus à l'Aquarium du palais de la Porte Dorée)
  - Maylandia sp. "zebra chilumba" "Maison Reef"[3]
- Maylandia sp. "zebra gold"[2],[5]
  - Maylandia sp. "zebra gold" "Charo"[3],[5]
  - Maylandia sp. "zebra gold" "Kakusa"[3],[5]
  - Maylandia sp. "zebra gold" "Karonga"[3],[5]
  - Maylandia sp. "zebra gold" "Kawanga"[3],[5]
  - Maylandia sp. "zebra gold" "Lion's Cove"[3],[5]
  - Maylandia sp. "zebra gold" "Mundola"[3],[5]
  - Maylandia sp. "zebra gold" "Nkhata Bay"[3],[5]
  - Maylandia sp. "zebra gold" "Ruarwe"[3],[5]
- Maylandia sp. "zebra long pelvic"[2]
  - Maylandia sp. "zebra long pelvic" "Chesese"[3],[2]
  - Maylandia sp. "zebra long pelvic" "Mdoka"[3],[2]
- Maylandia sp. "zebra mbowe"[2],[3]
- Maylandia sp. "zebra slim"[2]
- Maylandia sp. "zebra yellow tail"[2]

## Reproduction
Cette espèce est incubatrice buccale maternelle, les femelles gardent les œufs, larves et tout jeunes alevins environ 3 semaines, protégés dans leur gueule (sans manger ou en filtrant très légèrement les micro-détritus). Les mâles peuvent se montrer très insistants dès les premières maturités sexuelles des femelles, il est préférable de maintenir cette espèce en groupes de plusieurs individus (au moins en « trio » : 1 mâle pour 2 femelles), de manière à diviser l'agressivité d'un mâle dominant sur plusieurs individus.

## Croisement, hybridation, sélection
Il est impératif de maintenir cette espèce et le genre Maylandia seul ou en compagnie d'autres espèces, d'autres genres, mais de provenance similaire (lac Malawi), afin d'éviter toute facilité de croisement. Le commerce aquariophile a également vu apparaitre un grand nombre de spécimens provenant d'Asie notamment et aux couleurs variées ou albinos, dues à la sélection, à l'hybridation ou autres procédés.

## Galerie

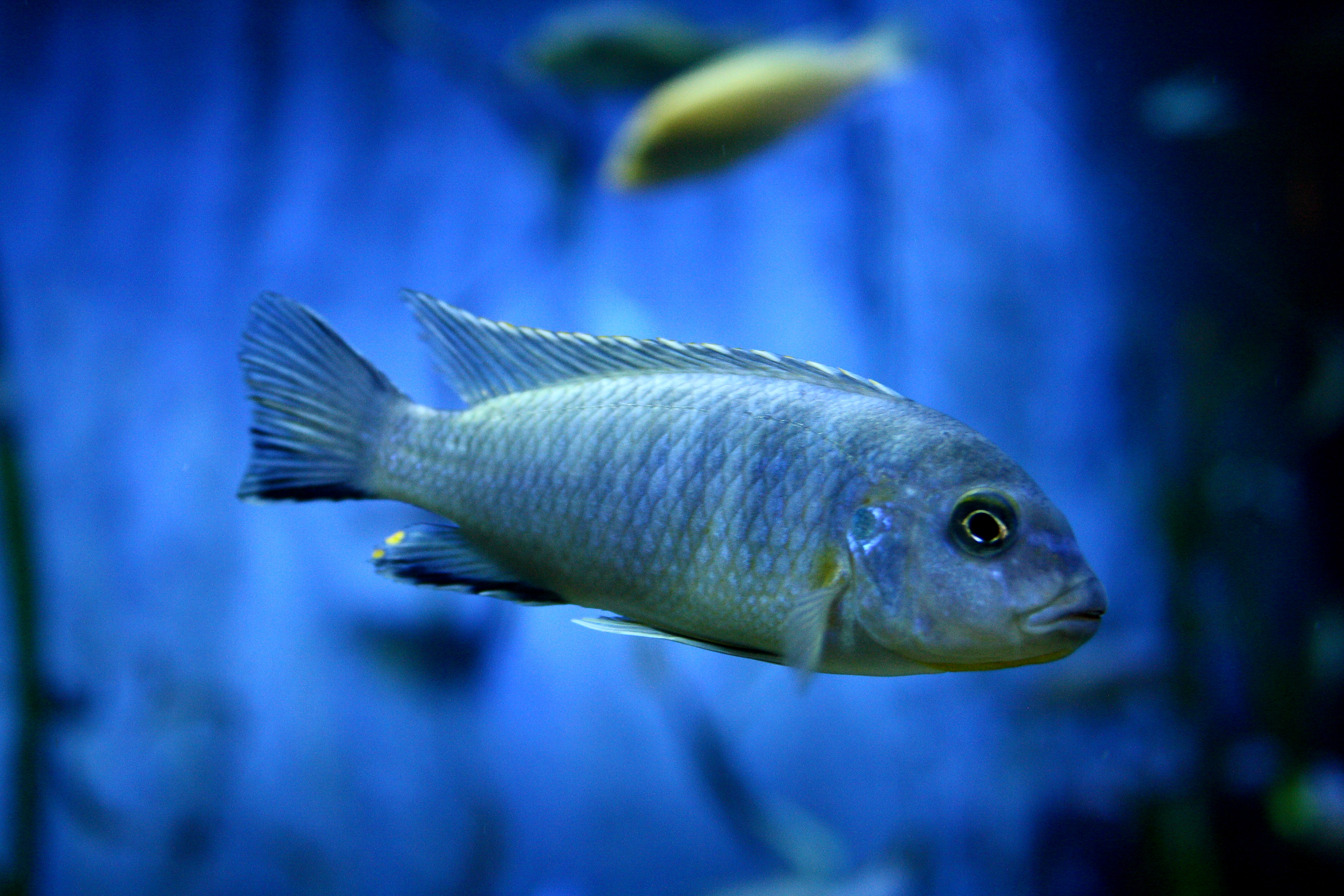
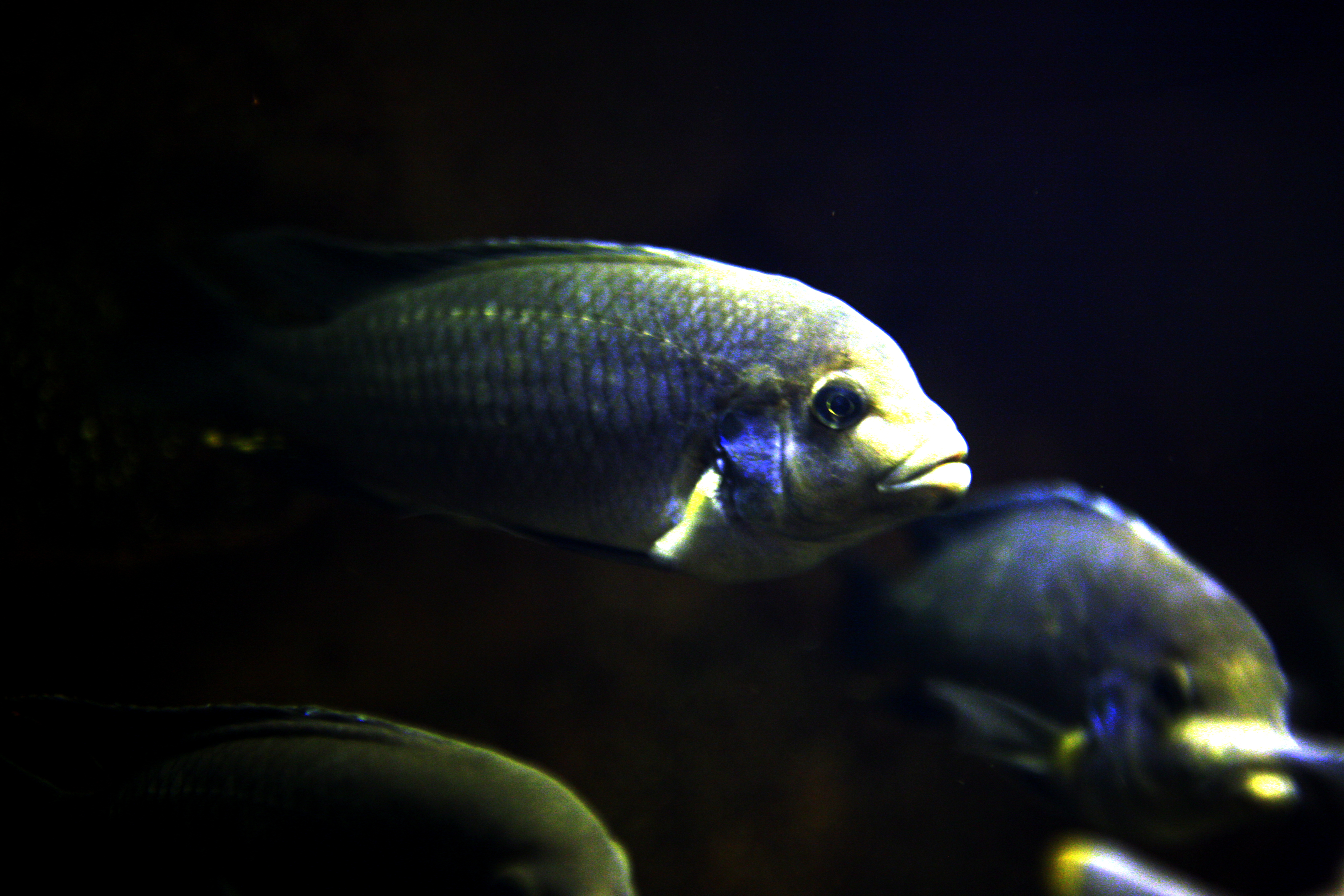

## Systématique
Le nom valide complet (avec auteur) de ce taxon est Maylandia zebra (Boulenger, 1899).
L'espèce a été initialement classée dans le genre Tilapia sous le protonyme Tilapia zebra Boulenger, 1899.
Maylandia zebra a pour synonymes :
- Metriaclima zebra (Boulenger, 1899)
- Pseudotropheus zebra (Boulenger, 1899)
- Tilapia zebra Boulenger, 1899